# Catharine Kølle
Catharine Hermine Kølle, född 29 februari 1788 på Snarøya i dåvarande Asker (nuvarande Bærum), död 27 augusti 1859 i Bergen, var Norges första kvinnliga fotturist, en äventyrare som bland annat två gånger gick till fots genom Europa till Italien. Hennes Reisejournal på över 400 sidor ger dokumentärt stoff om platserna hon besökte, och hennes 251 kända efterlämnade akvareller gör henne också till Norges första kända kvinnliga målare.